# Scottish League Cup 1990/91
Der Scottish League Cup wurde 1990/91 zum 45. Mal ausgespielt. Der schottische Ligapokal, der unter den Teilnehmern der Scottish Football League und der Scottish Premier League ausgetragen wurde, begann am 14. August 1990 und endete mit dem Finale am 28. Oktober 1990. Wurde ein Duell nach 90 Minuten plus Verlängerung nicht entschieden, kam es zum Elfmeterschießen. Den Titel sicherten sich die Rangers im Old-Firm-Finale gegen Celtic.

## 1. Runde
Ausgetragen wurden die Begegnungen am 14. und 15. August 1990.
|                       | Ergebnis              |                    |
| --------------------- | --------------------- | ------------------ |
| FC East Stirlingshire | 2:2 n. V. (?:? i. E.) | FC Dumbarton       |
| FC Queen’s Park       | 3:3 n. V. (?:? i. E.) | FC East Fife       |
| FC Stenhousemuir      | 0:2                   | FC Cowdenbeath     |
| FC Montrose           | 1:2 n. V.             | Queen of the South |
| Stirling Albion       | 1:2                   | FC Arbroath        |
| FC Stranraer          | 4:3 n. V.             | Berwick Rangers    |

## 2. Runde
Ausgetragen wurden die Begegnungen am 21. und 22. August 1990.
|                      | Ergebnis              |                       |
| -------------------- | --------------------- | --------------------- |
| Airdrieonians FC     | 1:2                   | FC Stranraer          |
| Alloa Athletic       | 0:3                   | Dundee United         |
| Brechin City         | 0:2                   | Hamilton Academical   |
| Dunfermline Athletic | 4:0                   | Albion Rovers         |
| Forfar Athletic      | 1:2                   | Raith Rovers          |
| FC Kilmarnock        | 3:2                   | FC Clydebank          |
| FC Motherwell        | 4:3                   | Greenock Morton       |
| Queen of the South   | 2:2 n. V. (?:? i. E.) | FC Dundee             |
| FC Queen’s Park      | 0:1                   | FC Aberdeen           |
| Glasgow Rangers      | 5:0                   | FC East Stirlingshire |
| FC St. Johnstone     | 0:2                   | FC Clyde              |
| Celtic Glasgow       | 4:0                   | Ayr United            |
| FC Cowdenbeath       | 0:2                   | Heart of Midlothian   |
| FC Falkirk           | 1:1 n. V. (?:? i. E.) | Partick Thistle       |
| FC Livingston        | 0:1                   | Hibernian Edinburgh   |
| FC St. Mirren        | 1:0                   | FC Arbroath           |

## 3. Runde
Ausgetragen wurden die Begegnungen am 28. und 29. August 1990.
|                      | Ergebnis  |                     |
| -------------------- | --------- | ------------------- |
| Dunfermline Athletic | 1:2 n. V. | Queen of the South  |
| FC Motherwell        | 2:0       | FC Clyde            |
| Partick Thistle      | 1:3       | Dundee United       |
| Glasgow Rangers      | 1:0       | FC Kilmarnock       |
| FC Aberdeen          | 4:0       | FC Stranraer        |
| Hamilton Academical  | 0:1       | Celtic Glasgow      |
| Raith Rovers         | 1:0       | Hibernian Edinburgh |
| FC St. Mirren        | 0:1 n. V. | Heart of Midlothian |

## Viertelfinale
Ausgetragen wurden die Begegnungen am 4./5. September 1990.
|                 | Ergebnis |                     |
| --------------- | -------- | ------------------- |
| Glasgow Rangers | 6:2      | Raith Rovers        |
| FC Aberdeen     | 3:0      | Heart of Midlothian |
| Celtic Glasgow  | 2:1      | Queen of the South  |
| Dundee United   | 2:0      | FC Motherwell       |

## Halbfinale
Ausgetragen wurden die Begegnungen am 25./26. September 1990.
|                 | Ergebnis |               |
| --------------- | -------- | ------------- |
| Glasgow Rangers | 1:0      | FC Aberdeen   |
| Celtic Glasgow  | 2:0      | Dundee United |

## Finale
| Glasgow Rangers                            | Glasgow Rangers | Celtic Glasgow | Celtic Glasgow |
| ------------------------------------------ | --- | --- | -------------- |
| Glasgow Rangers                            | \| 28. Oktober 1990 in Glasgow (Hampden Park) \| \| Ergebnis: 2:1 n. V. (1:1, 0:0) \| \| Zuschauer: 62.817 \| \| Schiedsrichter: Jim McCluskey \|                                                                         | \| 28. Oktober 1990 in Glasgow (Hampden Park) \| \| Ergebnis: 2:1 n. V. (1:1, 0:0) \| \| Zuschauer: 62.817 \| \| Schiedsrichter: Jim McCluskey \|                                                                              | Celtic Glasgow |
| Glasgow Rangers                            | Chris Woods – Gary Stevens, Richard Gough , John Brown, Stuart Munro – Trevor Steven, Terry Hurlock (Pieter Huistra), Nigel Spackman, Mark Walters – Mark Hateley, Ally McCoist (Ian Ferguson) Cheftrainer: Billy McNeill | Packie Bonner – Peter Grant, Dariusz Wdowczyk, Paul Elliott, Anton Rogan – Joe Miller (Chris Morris), Paul McStay , Steve Fulton (John Hewitt), John Collins – Gerry Creaney, Dariusz Dziekanowski Cheftrainer: Graeme Souness | Celtic Glasgow |
| Glasgow Rangers                            | 1:1 Walters (66.) 2:1 Gough (104.) | 0:1 Elliott (52.) | Celtic Glasgow |
| 28. Oktober 1990 in Glasgow (Hampden Park) | | |                |
| Ergebnis: 2:1 n. V. (1:1, 0:0)             | | |                |
| Zuschauer: 62.817                          | | |                |
| Schiedsrichter: Jim McCluskey              | | |                |